# Adverbialisme
En philosophie de la perception, l'adverbialisme, ou théorie adverbiale de la perception (on parle aussi de théorie adverbialiste) désigne la conception selon laquelle il n'existe pas de contenu ou d'objet de perception mais seulement des propriétés intrinsèques de l'expérience. Ces propriétés sont comparées à des adverbes qui caractérisent les verbes de perception (comme « voir »). 
L'adverbialisme rejette l'idée que la perception nous met en relation avec certaines choses : la perception n'est pas une activité de l'esprit dirigée vers les objets, et les objets apparents sont des modifications de l'activité même de l'esprit.
Cette théorie a été défendue notamment par Curt John Ducasse (1942), Wilfrid Sellars (1956),  Roderick Chisholm (1957), Thomas Nagel (1965) et Michael Tye (2000).

## Approche sémantique
L'adverbialisme est une théorie sémantique des énoncés perceptifs qui compare les accusatifs ou objets des verbes de perception à des adverbes qui les modifient. Les adverbes sont au verbe ce que les adjectifs sont aux noms. Ainsi, la relation entre l'adverbe « vite » et le verbe « nager » peut être comparée à la relation entre l'adjectif « blanc » et le nom « ours ». Pour l'adverbialiste, un énoncé de la forme « X perçoit un F » doit être paraphrasé comme « X perçoit F-ment », où « F-ment » désigne la forme adverbiale de F. Par exemple, « X a l'expérience visuelle d'un objet cubique de couleur rouge » doit être paraphrasé comme « X voit cubiquement et rougement ». L'objet apparent du verbe perceptif est en réalité un attribut de ce verbe (adverbe) qui correspond sur le plan ontologique à une modification de l'état psychologique de X. 
L'adverbialisme décrit donc à la fois la forme logique des énoncés perceptifs comme « X voit un cube rouge » et ce que sont réellement les contenus ou les objets de perception : des propriétés d'événements perceptifs.

## La perception comme sensation
Le modèle des analyses adverbiales de la perception s'est constitué à partir d'énoncés qui décrivent des sensations ou des états de conscience qui ne semblent pas « intentionnels » (dirigés vers un objet), comme la douleur. La signification d'un énoncé comme « J'ai une forte douleur au dos », par exemple, peut être exprimé de façon plus éclairante par « Le dos me fait très mal ». Ici, la forme linguistique contenant le C.O.D. « forte douleur au dos » porte à penser que la douleur est une chose dont nous sommes conscients. Or, il s'agit là d'un piège linguistique : les douleurs, comme les autres sensations subjectives, ne sont pas des objets mentaux localisés dans un lieu quelconque de notre corps, ce sont plutôt des événements psychologiques qui caractérisent notre « vécu ». 
Pour les adverbialistes, tous les expériences conscientes, y compris les expériences perceptives, doivent être analysées sur le modèle de la douleur, éliminant ainsi toute relation du sujet à l'objet au profit d'une relation entre une conscience et ce qui en spécifie l'activité. 

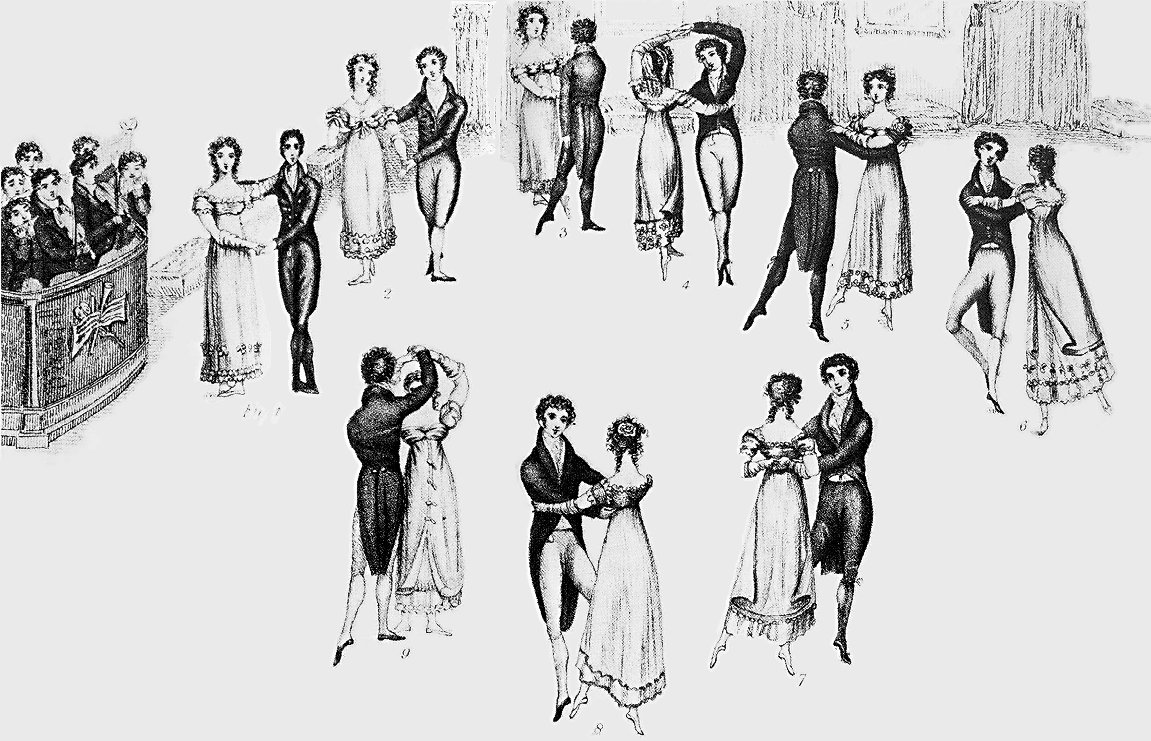
Selon C. J. Ducasse, « sentir du bleu, c'est sentir “bleument”, de la même manière que danser la valse, c'est danser “valsement”».

## L'élimination adverbiale
Dans son expression la plus radicale, l'adverbialisme abolit la notion même d'objet de perception et d'objet « intentionnel » (objet d'une conscience). Ainsi, de la même manière qu'une valse peut être considérée comme étant une façon de danser à deux et non pas comme étant l'objet d'une action concertée, les contenus apparents de l'expérience sensible sont des façons de sentir et non pas des objets de perception. 
L'élimination adverbiale des objets de perception ne concerne donc pas seulement les expériences illusoires ou les hallucinations,  mais elle concerne également l'expérience véridique ou authentique : ce n'est pas l'expérience illusoire ou hallucinatoire qui est sans objet mais la perception en tant que telle. L'adverbialisme s'oppose en ce sens au disjonctivisme, qui affirme que seule l'expérience illusoire est sans objet justement parce qu'une illusion n'est pas une perception.
L'avantage reconnu de l'élimination adverbiale est qu'elle évite de multiplier le mobilier métaphysique du monde avec des objets de perception dont le statut est souvent considéré comme obscure ou ambigüe, comme les sense-data par exemple. L'adverbialisme permet également d'éliminer certains problèmes comme celui de la localisation des prétendus objets de perception dont on se demande s'ils sont dans l'esprit ou à l'extérieur de l'esprit. Si de tels objets n'existent pas, le problème de leur localisation physique ou mentale devient caduc.

## Adverbialisme et théorie causale
Pour rendre compte de la distinction entre les perceptions authentiques et les expériences illusoires sans référence à un quelconque objet de perception (cf. l'« argument de l'illusion »), les partisans de la théorie adverbiale font typiquement appel à une théorie causale de la perception. Selon cette théorie, une expérience est véridique si elle est causée de manière appropriée par un élément ou un objet de la réalité physique qui n'est pas lui-même perçu. Les objets que nous percevons de façon correcte sont des sensations subjectives qui ont pour caractéristique d'être causées par des entités physiques déterminées. 